# 伊瓦什基 (哈爾科夫州)
50°23′36″N 35°49′21″E / 50.39333°N 35.82250°E
伊瓦什基（烏克蘭語：Івашки）是位於烏克蘭東部的村莊，由哈爾科夫州博霍杜希夫區的佐洛奇夫市鎮負責管轄。該村始建於1700年，面積1.5平方公里，海拔高度146米，2024年人口140，人口密度每平方公里628人。